# The Smugglers
Pour les articles homonymes, voir Smuggler.
The Smugglers (Les Contrebandiers) est le vingt-huitième épisode de la première série de la série télévisée britannique de science-fiction Doctor Who, diffusé pour la première fois en quatre parties hebdomadaires du 10 septembre au 1er octobre 1966. Écrit par le scénariste Brian Hayles, il s'agit du premier épisode de la saison 4.

## Accroche
Le Docteur et ses deux nouveaux compagnons Polly et Ben Jackson arrivent sur la côte des Cornouailles au XVIIe siècle. Le Docteur obtient, involontairement, des indices sur le lieu où se trouve le trésor d'un pirate.

## Casting
- William Hartnell — Le Docteur
- Anneke Wills — Polly
- Michael Craze — Ben Jackson
- David Blake Kelly — Jacob Kewper
- Terence De Marney — Joseph Longfoot
- George A. Cooper — Cherub
- John Ringham — Josiah Blake
- Michael Godfrey — Captain Pike
- Mike Lucas — Tom
- Paul Whitsun-Jones — Le Gouverneur
- Derek Ware — Spaniard
- Elroy Josephs — Jamaïca
- Jack Bligh — Gaptooth

## Résumé
Assez déconcerté par l'arrivée de nouveaux compagnons dans son TARDIS, le Docteur leur annonce qu'ils ne pourront pas retrouver leur époque, car il ne peut y retourner. Ils atterrissent sur la côte de la Cornouailles au XVIIe siècle. Ben et Polly sont sceptiques à l'idée de voyage temporel et prennent un temps le Docteur pour un mystificateur. Se réfugiant dans une église, ils font la rencontre d'un homme d'église, Longfoot, qui semble inquiet de la présence d'un pirate nommé Pike. Le Docteur gagnant sa confiance en lui réparant le doigt, Longfoot lui explique qu'il doit retenir les mots  "Ringwood, Smallbeer, Gurney."
Arrivés à l'auberge de Jacob Kewper, le Docteur et ses compagnons sont bien reçus lorsqu'ils disent venir de la part de Longfoot. Hélas, au même moment, le pasteur reçoit la visite de Cherub, l'un des hommes du capitaine Pike, qui l'interroge avant de le tuer. Un peu plus tard, tandis que le gouverneur local arrête Polly (que l'on prend pour un homme) et Ben pour le meurtre de Longfoot, le Docteur est enlevé par Cherub afin d'être interrogé par le Capitaine Pike sur son bateau, le Black Albatros. En effet, Pike, Longfoot et Cherub étaient d'anciens matelots du capitaine Avery et Pike qui soupçonne Longfoot d'avoir gardé le trésor d'Avery pour lui, pense que le Docteur connaît son emplacement. Le Docteur se retrouve détenu avec Kewper, que Pike tient aussi sous sa menace.
Ben et Polly s'enfuient après avoir exploité la superstition de leur geôlier. En enquêtant dans la crypte, Ben assomme Blake, un agent du roi qu'il pense être le meurtrier de Longfoot. Polly, venue clamer l'innocence de Ben, s'apercevra, trop tard, que le gouverneur et les hommes de Pike sont en plein pourparlers. Alors que le Docteur et Kewper parviennent à s'échapper du bateau (en exploitant également la superstition d'un pirate), Ben et Polly sont arrêtés et présentés à Blake comme étant les véritables contrebandiers que celui-ci recherche. Mais à leur grande surprise, celui-ci les libère dans la grange de l'hôtel, car lui aussi se méfie du gouverneur. Grâce à l'arrivée du Docteur, Blake apprend qu'un raid des pirates est prévu au village et va chercher des renforts afin de l'empêcher.
Le Docteur et ses compagnons se mettent à la recherche du trésor dans la crypte de l'église, dans l'espoir de pouvoir négocier la sécurité du village. Mais ils sont suivis dans leur quête par Kewper et le gouverneur, puis par Cherub qui assassinera Kewper de sang-froid et blessera le gouverneur. Menaçant l'équipage du TARDIS pour les forcer à l'aider, ils découvrent alors que les noms "Ringwood, Smallbeer et Gurney" désignent des tombes dont le trésor est à l'intersection. Alors que dehors son équipage est en train de se saouler, Pike arrive dans la crypte, accuse Cherub de traitrise et l'assassine par derrière. Le Docteur accepte d'aider Pike à condition qu'il épargne le village. Bien qu'il ait réussi à trouver son trésor, Pike sera finalement abattu par Blake et sa milice, avec l'aide du gouverneur, repentant de son erreur.
Après s'être retirés du champ de bataille, le Docteur, Ben et Polly repartent dans le TARDIS. En essayant de rejoindre l'année 1966, ils arrivent soudainement dans l'endroit "le plus froid de la Terre."

## Continuité
- L'épisode commence immédiatement après la fin de « The War Machines ».
- L'épisode de la 6e saison de la seconde série « La Marque noire » raconte comment l'équipage du Capitaine Avery a soudainement disparu. Un roman dérivé de la série, "The Brilliant Book" fait d'ailleurs le lien entre les deux épisodes.
- La réaction de Polly qui voit un rat dans sa cellule est l'exacte opposé de celle qu'avait eu Susan dans une situation similaire dans « The Reign of Terror »

## Production

### Scénarisation
Il s'agit du second scénario de Doctor Who écrit par Brian Hayles. En mars 1966, peu de temps après avoir fini « The Celestial Toymaker » celui-ci est engagé pour écrire un épisode dont le titre provisoire se trouve être "les Nazis", mais le nouveau scrip-éditor Gerry Davies a besoin d'un scénario assez vite et demande à Hayles d'écrire un épisode à la façon de la série de 1964, L'Épouvantail. L'épisode sera commandé le 4 avril 1966.

### Post-production
L'épisode était prévu pour être le dernier bloc de production de la saison 3, la production permettant d'en faire un épisode prêt à être diffusé au début de la saison 4.
Pour la première fois de la série, les producteurs décident d'abandonner un temps les studios Londoniens et offrent 5 jours de tournage dans la région des Cornouailles.

### Tournage
La réalisatrice Julia Smith, ancienne assistante de réalisation auprès de Paddy Russell et l'une des premières réalisatrices de série télé de la BBC, fut engagée pour filmer cet épisode. Celle-ci connaissait assez bien les Cornouailles et les lieux idéaux à filmer. Il lui fut demandé de prendre particulièrement soin de William Hartnell dont la santé déclinait et qui sortait de plusieurs mois de relations houleuses avec l'équipe de production gérée par John Wiles et Donald Tosh. De plus, celui-ci restait assez froid avec ses nouveaux partenaires Michael Craze et Anneke Wills. Julia Smith fera aussi appel à Derek Ware, un cascadeur professionnel, pour gérer les nombreuses scènes de combat.
Le tournage débute le 18 juin 1966 à Penzance par les scènes nécessitant la présence des acteurs principaux. De nombreux lieux de la côte anglaises furent filmés, comme la baie de Nanjizal, l'église de St Grada ou le Bonny Mary, un bateau en bois d'époque (aujourd'hui détruit…). Le tournage sur ce dernier causa un mal de mer à l'équipe technique, y compris à Julia Smith qui termina le tournage de bouts d'épisodes coûte que coûte.
La suite de l'épisode fut filmée à partir du 8 juillet dans les studios de Riverside, reprenant le schéma habituel des épisodes répétés toute la semaine pour être enregistrés en continu le vendredi suivant. Malgré une blessure de Michael Craze en se coinçant la main dans une fausse porte coulissante, le tournage fut bouclé le vendredi 29 juillet.

### Casting

#### Le départ de William Hartnell
C'est durant le tournage de cet épisode que le producteur Innes Lloyd réussit à convaincre ses supérieurs de la BBC de l'importance de remplacer William Hartnell dont la santé était trop précaire pour tenir le rôle. (Chose que le précédent producteur, John Wiles, n'avait pas réussi à faire.) Les noms de Michael Hordern et de Patrick Wymark sont avancés (par une étrange coïncidence, ces deux acteurs ont joué un rôle récurrent dans la série L'Épouvantail.) Ron Moody est aussi proposé, mais c'est finalement le nom de Patrick Troughton qui est retenu. Un temps réticent à l'idée de reprendre le rôle, il acceptera finalement au cours du mois de juillet.
Lloyd s'entretint alors avec William Hartnell en lui demandant d'envisager de quitter la série après un dernier épisode. Ayant longtemps espéré être présent durant au moins 5 saisons de la série, Hartnell fut rassuré par l'idée que le rôle serait repris par Troughton, acteur envers lequel il avait énormément de respect et accepta de quitter la série à la condition que Troughton donne un nouveau tournant au personnage du Docteur au lieu de simplement imiter la performance d'Hartnell.
Le départ de William Hartnell fut annoncé à la presse le 16 aout 1966, lançant la série sur une nouvelle voie.

#### Autres rôles
- John Ringham a déjà joué le rôle du fourbe Tloxolt dans « The Aztecs » et réapparut dans le rôle de Ash dans l'épisode « Colony in Space ».
- Paul Whitsun-Jones joua aussi dans l'épisode « The Mutants ».

## Diffusion et Réception
| Épisode | Date de diffusion | Durée | Téléspectateurs en millions | Archives                                |
| --- | ----------------- | ----- | --------------------------- | --------------------------------------- |
| Épisode 1 | 10 septembre 1966 | 24:36 | 4,3                         | Bande audio et quelques extraits vidéos |
| Épisode 2 | 17 septembre 1966 | 24:27 | 4,9                         | Bande audio et quelques extraits vidéos |
| Épisode 3 | 24 septembre 1966 | 23:55 | 4,2                         | Bande audio et quelques extraits vidéos |
| Épisode 4 | 1er octobre 1966  | 23:37 | 4,5                         | Bande audio et quelques extraits vidéos |
| L'épisode constituait à l'époque le taux d'audience le plus bas enregistré par la série. Il fallut attendre 20 ans et l'épisode « The Trial of a Time Lord: The Mysterious Planet » pour voir une audience plus basse |                   |       |                             |                                         |

Cette faible audience justifia la volonté d'Innes Lloyd d'en finir avec les épisodes à vocation historiques. Si certains considèrent encore cet épisode comme un épisode faible, une certaine partie de la critique moderne a par contre tendance à réhabiliter cet épisode, plutôt « haut en couleur » et ayant une atmosphère de piraterie assez particulière.

### Épisodes manquants
Dans les années 1970, à des fins d'économie, la BBC détruisit de nombreux épisodes de Doctor Who. Aucune partie complète des bandes originales de The Smugglers ne funt retrouvée, seule la bande audio, quelques télésnaps (des captures d'écrans prise à l'époque) permirent de rejouer cet épisode sous forme de roman photo.
Néanmoins, quelques minutes de l'épisode furent découvertes en Australie en 1996. En effet, lors de la diffusion à l'étranger, certains passages jugés trop violents ou inutiles furent censurés et n'ayant pas été rendus à la BBC, ils furent sauvés de la destruction. Ironiquement, ce qui reste de cet épisode sont justement les passages que l'on ne voulait pas montrer à l'audience : principalement les scènes de meurtre et une scène où le palefrenier du village s'enfuit à cheval.

## Novélisation
L'épisode fut novélisé sous le titre de "The Smugglers" par Terrance Dicks et publiée en juin 1988 sous le numéro 133 de la collection Doctor Who des éditions Target Book. Cette novélisation n'a connu aucune traduction à ce jour.

## Édition CD, VHS et DVD
L'épisode n'a jamais été édité en français, mais a connu plusieurs éditions au Royaume-Uni, en Australie et aux États-Unis.
- Une reconstruction de l'épisode a été effectuée par l'équipe de "Loose Cannon Productions" en 1999[6]. L'épisode, diffusé gratuitement par VHS est constitué d'un diaporama à partir des bandes son, des télésnaps de l'épisode et des passages censurés en Australie. Elle y inclut également une introduction et une conclusion par George A. Cooper (Cherub), un mini-documentaire sur le making of de l'épisode, un mini-documentaire sur les pirates de Cornouailles et l'interview de Cooper et de Richard Hunt, designer sur la série. Une réédition avec des télésnaps restaurées est disponible depuis 2008.
- Les quelques secondes de censure australienne sont disponibles dans le coffret « Doctor Who, Lost in Time », sorti en novembre 2004 et qui réunit des passages d'épisodes perdus.
- La bande-son de l'épisode retrouvée par les fans a été éditée sur CD le 6 mai 2002 avec la voix-off de Anneke Wills servant d'introduction et de lien entre les différents passages. Cette bande son fut rééditée en 2011 dans le coffret « Doctor Who, the Lost Episodes ».